# Sebastes schlegelii
Sebastes schlegelii is een straalvinnige vissensoort uit de familie van schorpioenvissen (Sebastidae). De wetenschappelijke naam van de soort is voor het eerst geldig gepubliceerd in 1880 door Hilgendorf.
De vis komt voor in gematigde zeeën in het noordwesten van de Grote Oceaan, voor de kust van China, Japan en het Koreaans schiereiland. De soort leeft op rotsachtige bodems op diepten tussen 3 en 100 m.
Volwassen vissen hebben een lengte tussen 27 en 65 cm en kunnen tot 3,1 kg wegen. De voortplanting verloopt ovovivipaar.
De soort wordt commercieel bevist en wordt in Japan ook gekweekt.